# Polokwane
Polokwane (anteriormente Pietersburg ou, em português, Pietersburgo) é uma cidade e municipalidade sul-africana na província de Limpopo de quem também é capital. Possui uma população de 561,772 habitantes.

## História
Na década de 1840, Voortrekkers sob a liderança de Andries Potgieter estabeleceram a vila de Zoutpansbergdorp, 100km a sudeste. O local foi abandonada por conta das disputas com as tribos locais. Foi fundada, então, uma nova vila em 1886 chamada Pietersburg em homenagem ao líder Voortrekker Petrus Jacobus Joubert.
Na Guerra dos Bôeres, os britânicos construiram um campo de concentração para abrigar quase 4.000 mulheres e crianças bôeres. A vila se tornou cidade em 23 de abril de 1992 e em 11 de junho de 1992, mudou seu nome para Polokwane.

## Esportes

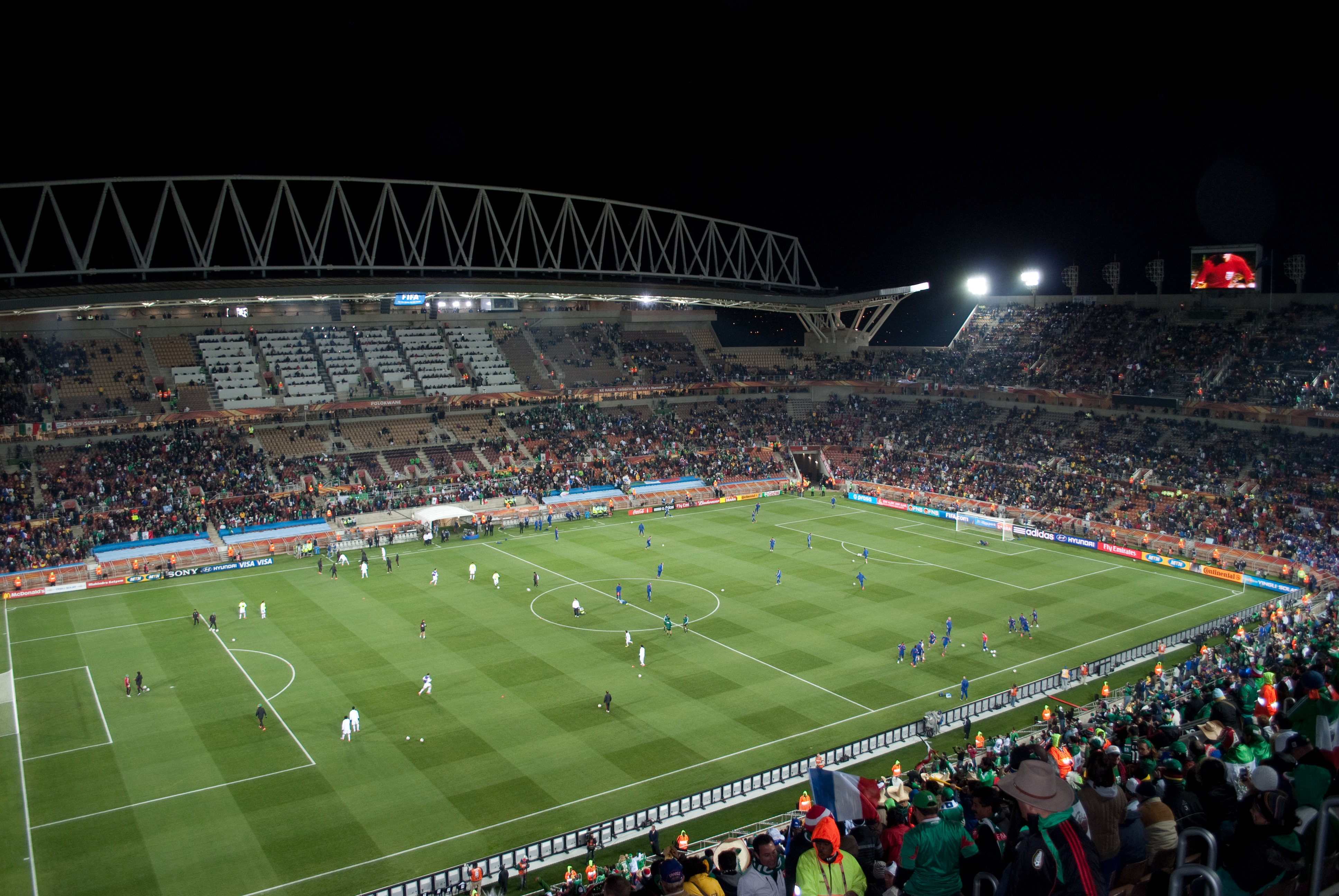
Peter Mokaba Stadium.

### Sede da Copa de 2010
Polokwane foi escolhida em 2006 como uma das sedes da Copa do Mundo de 2010, realizada na África do Sul. O Peter Mokaba Stadium (já existente) passou por uma grande reforma que aumentou sua capacidade para 41.733 espectadores.